# 松平重良
松平 重良（まつだいら しげよし）は、江戸時代前期の旗本

## 略歴
万治3年（1660年）2月15日、4代将軍・徳川家綱に拝謁。寛文9年（1669年）7月19日に家督を継ぎ、旗本寄合席となる。
寛文11年（1671年）書院番に列する。延宝6年（1678年）4月22日、大久保忠朝が佐倉藩に転封の際、保田宗卿とともに佐倉に赴き、忠朝の家臣に城を渡す。
天和元年2月29日（1681年4月17日）本所奉行に転任、4月14日目付に転任、12月27日布衣の着用を許される。翌年4月21日、上野国山田郡、下野国梁田郡両郡において500石を加増され、3000石の知行となる。天和3年3月23日（1683年4月19日）徳川家光の三十三回忌を行う際、命を受けて日光に赴く。貞享元年1月11日（1684年2月26日）一時的に普請奉行を兼任する。
元禄元年7月27日（1688年8月22日）勘定奉行に転任、12月25日、従五位下美濃守に叙される。
元禄11年（1698年）6月武蔵国の所領を相模国高座郡に移す。同年12月26日（1699年1月26日）死去。享年50。
四谷の西迎寺に葬られた。養子の重矩（戸田正吉の次男、重良の甥）が家督を継いだ。

## 系譜
父母
- 松平重次 (父)
- 揖斐政景養女 (母、都筑與右衛門の娘)

正室
- 大島義近の娘

養子
- 松平重矩 - 戸田正吉の次男
- 小笠原常春室 - 戸田正吉の娘